# Ley de Raoult
La ley de Raoult es una ley termodinámica que establece que la presión de vapor parcial de cada componente de una mezcla ideal de líquidos es igual a la presión de vapor del componente puro multiplicado por su fracción molar en la mezcla. En consecuencia, la disminución relativa de la presión de vapor de una solución diluida de soluto no volátil es igual a la fracción molar de soluto en la solución. 

## Historia
La ley de Raoult fue establecida por el químico francés François-Marie Raoult en 1887.

## Descripción
Matemáticamente, la ley de Raoult para un solo componente en una solución ideal se establece como: 
{\displaystyle p_{i}=(p_{i}^{\star }\ x_{i})}
Una vez que los componentes de la solución han alcanzado el equilibrio, la presión de vapor total de la solución se puede determinar combinando la ley de Raoult con la ley de Dalton de presiones parciales para dar:
{\displaystyle p=(p_{\rm {A}}^{\star }\ x_{\rm {A}})+(p_{\rm {B}}^{\star }\ x_{\rm {B}})+\cdots }
Si un soluto no volátil (presión de vapor cero, no se evapora) se disuelve en un solvente para formar una solución ideal, la presión de vapor de la solución final será menor que la del solvente. La disminución de la presión de vapor es directamente proporcional a la fracción molar de soluto en una solución ideal. 
{\displaystyle p=(p_{\rm {A}}^{\star }\ x_{\rm {A}})}
{\displaystyle \Delta p=(p_{\rm {A}}^{\star }-p)=p_{\rm {A}}^{\star }(1-x_{\rm {A}})=(p_{\rm {A}}^{\star }\ x_{\rm {B}})}.
Donde:
| Símbolo                        | Nombre                                                                | Unidad |
| ------------------------------ | --------------------------------------------------------------------- | ------ |
| {\displaystyle p}              | Presión de vapor total                                                | Pa     |
| {\displaystyle p_{A}^{\star }} | Presión de vapor del componente {\displaystyle A}                     | Pa     |
| {\displaystyle p_{A}}          | Presión parcial del componente {\displaystyle A} en la mezcla gaseosa | Pa     |
| {\displaystyle p_{B}}          | Presión parcial del componente {\displaystyle B} en la mezcla gaseosa | Pa     |
| {\displaystyle x_{A}}          | Fracción molar del componente {\displaystyle A} en la solución        |        |
| {\displaystyle x_{B}}          | Fracción molar del componente {\displaystyle B} en la solución        |        |

## Principio

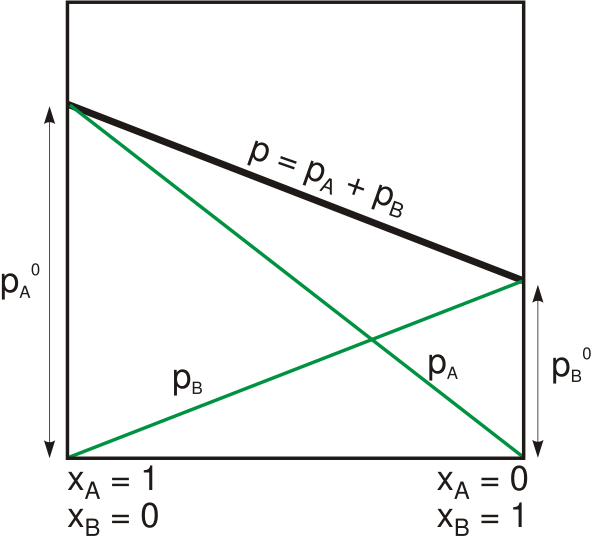
Presión de vapor de una solución binaria que obedece a la ley de Raoult. La línea negra muestra la presión de vapor total en función de la fracción molar del componente B, y las dos líneas verdes son las presiones parciales de los dos componentes.

La ley de Raoult es una ley fenomenológica que asume un comportamiento ideal basado en la simple suposición microscópica de que las fuerzas intermoleculares entre moléculas diferentes son iguales a las de moléculas similares: las condiciones de una solución ideal. Esto es análogo a la ley del gas ideal, que es una ley limitante válida cuando las fuerzas interactivas entre las moléculas se acercan a cero, por ejemplo, cuando la concentración se acerca a cero. La ley de Raoult es, en cambio, válida si las propiedades físicas de los componentes son idénticas. Cuanto más similares son los componentes, más se aproximan sus comportamientos descritos por la ley de Raoult. Por ejemplo, si los dos componentes difieren solo en el contenido isotópico, entonces la ley de Raoult es esencialmente exacta. 
La comparación de las presiones de vapor medidas con los valores predichos de la ley de Raoult proporciona información sobre la verdadera fuerza relativa de las fuerzas intermoleculares. Si la presión de vapor es menor que la prevista (una desviación negativa), menos moléculas de cada componente dejaron la solución en presencia del otro componente, lo que indica que las fuerzas entre las diferentes moléculas son más fuertes. Lo contrario es cierto para las desviaciones positivas. 
Para una solución de dos líquidos, ({\displaystyle A}) y ({\displaystyle B}), la ley de Raoult predice que si no hay otros gases presentes, entonces la presión de vapor total ({\displaystyle p}) por encima de la solución es igual a la suma ponderada de las presiones de vapor "puras" de los dos componentes, ({\displaystyle p_{A}}) y ({\displaystyle p_{B}}). Así, la presión total ({\displaystyle p}) sobre la solución de ({\displaystyle A}) y ({\displaystyle B}) sería 
{\displaystyle p=(p_{\rm {A}}^{\star }\ x_{\rm {A}})+(p_{\rm {B}}^{\star }\ x_{\rm {B}})}
Dado que la suma de las fracciones molares es igual a uno, 
{\displaystyle p=p_{\rm {A}}^{\star }(1-x_{\rm {B}})+(p_{\rm {B}}^{\star }\ x_{\rm {B}})=p_{\rm {A}}^{\star }+(p_{\rm {B}}^{\star }-p_{\rm {A}}^{\star })x_{\rm {B}}}
Esta es una función lineal de la fracción molar {\displaystyle x_{B}}, como se muestra en la gráfica.

## Consideraciones termodinámicas
La ley de Raoult fue descubierta originalmente como una ley experimental idealizada. Utilizando la ley de Raoult como la definición de una solución ideal, es posible deducir que el potencial químico de cada componente del líquido está dado por 
{\displaystyle \mu _{i}=\mu _{i}^{\star }+(R\ T)\ln(x_{i})}
Esta ecuación para el potencial químico se puede utilizar para obtener otras propiedades termodinámicas de una solución ideal. (ver solución ideal) 
Sin embargo, una definición termodinámica más fundamental de una solución ideal es aquella en la que el potencial químico de cada componente está dado por la fórmula anterior.  Suponiendo también que la mezcla de vapor actúa como un gas ideal, entonces es posible volver a derivar la ley de Raoult de la siguiente manera. 
Si el sistema está en equilibrio, entonces el potencial químico del componente {\displaystyle i} debe ser el mismo en la solución líquida y en el vapor que está por encima. Es decir, 
{\displaystyle \mu _{i,{\rm {liq}}}=\mu _{i,{\rm {vap}}}}
Asumir que el líquido es una solución ideal, y usar la fórmula para el potencial químico de un gas, proporciona: 
{\displaystyle \mu _{i,{\rm {liq}}}^{\star }+(R\ T)\ln(x_{i})=\mu _{i,{\rm {vap}}}^{\ominus }+(R\ T)\ln {\Bigl (}{\frac {f_{i}}{p^{\ominus }}}{\Bigr )}}
La ecuación correspondiente para un compuesto {\displaystyle i} puro en equilibrio con su vapor (puro) es: 
{\displaystyle \mu _{i,{\rm {liq}}}^{\star }=\mu _{i,{\rm {vap}}}^{\ominus }+(R\ T)\ln {\Bigl (}{\frac {f_{i}^{\star }}{p^{\ominus }}}{\Bigr )}}
Donde  
| Símbolo                              | Nombre                                                                      | Unidad   |
| ------------------------------------ | --------------------------------------------------------------------------- | -------- |
| {\displaystyle f_{i}}                | Fugacidad del componente ({\displaystyle i})                                | Pa       |
| {\displaystyle p}                    | Presión de vapor total                                                      | Pa       |
| {\displaystyle R}                    | Constante de los gases ideales                                              | J/(kg K) |
| {\displaystyle T}                    | Temperatura                                                                 | K        |
| {\displaystyle x_{i}}                | Fracción molar del componente ({\displaystyle i}) en la solución            |          |
| {\displaystyle ^{\ominus }}          | Indica estado de referencia                                                 |          |
| {\displaystyle \mu _{i}}             | Potencial químico del componente ({\displaystyle i})                        | J/kg     |
| {\displaystyle \mu _{i}^{\star }}    | Potencial químico del componente ({\displaystyle i}) puro                   | J/kg     |
| {\displaystyle \mu _{i,{\rm {liq}}}} | Potencial químico del componente ({\displaystyle i}) en la solución líquida | J/kg     |
| {\displaystyle \mu _{i,{\rm {vap}}}} | Potencial químico del componente ({\displaystyle i}) en el vapor            | J/kg     |

Restar las ecuaciones nos da 
{\displaystyle (R\ T)\ln(x_{i})=(R\ T)\ln {\Bigl (}{\frac {f_{i}}{f_{i}^{\star }}}{\Bigr )}}
el que se re-arregla a 
{\displaystyle f_{i}=x_{i}\ f_{i}^{\star }}
las fugacidades pueden reemplazarse por presiones simples si el vapor de la solución se comporta de manera ideal, es decir 
{\displaystyle p_{i}=x_{i}\ p_{i}^{\star }}
que es la ley de Raoult. Donde 
| Símbolo                        | Nombre                                                                          | Unidad |
| ------------------------------ | ------------------------------------------------------------------------------- | ------ |
| {\displaystyle f_{i}}          | Fugacidad del componente ({\displaystyle i})                                    | Pa     |
| {\displaystyle p}              | Presión de vapor total                                                          | Pa     |
| {\displaystyle p_{i}^{\star }} | Presión de vapor del componente ({\displaystyle i})                             | Pa     |
| {\displaystyle p_{i}}          | Presión parcial del componente ({\displaystyle i}) en la mezcla gaseosa         | Pa     |
| {\displaystyle x_{i}}          | Fracción molar del componente ({\displaystyle i}) en la mezcla (en la solución) |        |

### Mezcla ideal
Una solución ideal seguiría la ley de Raoult, pero las soluciones ideales son extremadamente raras. Las interacciones entre las moléculas de gas suelen ser bastante pequeñas, especialmente si las presiones de vapor son bajas. Sin embargo, las interacciones en un líquido son muy fuertes. Para que una solución sea ideal, las interacciones entre moléculas diferentes deben ser de la misma magnitud que aquellas entre moléculas similares. Esta aproximación solo es cierta cuando las diferentes especies son casi químicamente idénticas. Uno puede ver que al considerar el cambio de energía libre de Gibbs de la mezcla: 
{\displaystyle \Delta G_{\rm {mezcla}}=nRT(x_{1}\ln(x_{1})+x_{2}\ln(x_{2}))}
Esto siempre es negativo, por lo que la mezcla es espontánea.  Sin embargo, la expresión es, aparte de un factor - {\displaystyle {\ce {T}}}, igual a la entropía de la mezcla. Esto no deja espacio para un efecto de entalpía e implica que {\displaystyle \Delta H_{\rm {mezcla}}} debe ser igual a cero y esto solo puede ser cierto si las interacciones {\displaystyle U} entre las moléculas son indiferentes. 
Se puede mostrar usando la ecuación de Gibbs-Duhem que si la ley de Raoult se mantiene en todo el rango de concentración {\displaystyle x=(0-1)} en una solución binaria, entonces, para el segundo componente, el mismo también debe ser válido. 
Si las desviaciones del ideal no son demasiado grandes, la ley de Raoult todavía es válida en un rango de concentración estrecho cuando se acerca a {\displaystyle x=1} para la fase mayoritaria (el solvente). El soluto también muestra una ley limitante lineal, pero con un coeficiente diferente. Esta ley es conocida como la ley de Henry. 
La presencia de estos regímenes lineales limitados se ha verificado experimentalmente en un gran número de casos. En un sistema perfectamente ideal, donde se asumen el líquido ideal y el vapor ideal, surge una ecuación muy útil si la ley de Raoult se combina con la Ley de Dalton. 
{\displaystyle x_{i}={\Bigl (}{\frac {p_{\rm {total}}}{p_{i}^{\star }}}{\Bigr )}y_{i}}
donde {\displaystyle x_{i}} es la fracción molar del componente {\displaystyle i} en la solución y {\displaystyle y_{i}} es su fracción molar en fase gaseosa. Esta ecuación muestra que, para una solución ideal donde cada componente puro tiene una presión de vapor diferente, la fase gaseosa se enriquece en el componente con la presión de vapor pura más alta y la solución se enriquece en el componente con la presión de vapor pura más baja. Este fenómeno es la base de la destilación. 

### Mezcla no ideal
La Ley de Raoult puede adaptarse a soluciones no ideales incorporando dos factores que dan cuenta de las interacciones entre las moléculas de diferentes sustancias. El primer factor es una corrección para la no idealidad del gas, o desviaciones de la ley del gas ideal. Se llama coeficiente de fugacidad ({\displaystyle \phi _{p,i}}). El segundo, el coeficiente de actividad ({\displaystyle \gamma _{i}}), es una corrección para las interacciones en la fase líquida entre las diferentes moléculas. 
Esta ley de Raoult modificada o extendida se escribe:
{\displaystyle (y_{i}\ \phi _{p,i})\ p=(x_{i}\ \gamma _{i})\ p_{i}^{\star }}

## Soluciones reales
Muchos pares de líquidos están presentes en los que no hay una uniformidad de fuerzas atractivas, es decir, las fuerzas adhesivas y cohesivas de atracción no son uniformes entre los dos líquidos, por lo que se desvían de la ley de Raoult aplicada solo a las soluciones ideales. 

### Desviación negativa

Desviaciones positivas y negativas de la ley de Raoult. Las máximas y mínimas en las curvas (si están presentes) corresponden a azeótropos o mezclas de ebullición constante.

Si la presión de vapor de una mezcla es menor a la esperada por la ley de Raoult, se dice que hay una desviación negativa. Las desviaciones negativas de la ley de Raoult surgen cuando las fuerzas entre las partículas en la mezcla son más fuertes que la media de las fuerzas entre las partículas en los líquidos puros. Esto es evidencia de que las fuerzas adhesivas entre diferentes componentes son más fuertes que las fuerzas cohesivas promedio entre componentes similares. En consecuencia, cada componente queda retenido en la fase líquida por fuerzas atractivas que son más fuertes que en el líquido puro, por lo que su presión de vapor parcial es menor. 
Por ejemplo, el sistema de cloroformo ({\displaystyle {\ce {CHCl3}}}) y acetona ({\displaystyle {\ce {CH3 COCH3}}}) tiene una desviación negativa de la ley de Raoult, lo que indica una interacción atractiva entre los dos componentes que se ha descrito como un puente de hidrógeno.
El sistema de ácido clorhídrico - agua tiene una desviación negativa lo suficientemente grande como para formar un mínimo en la curva de presión de vapor conocida como azeótropo (negativo), correspondiente a una mezcla que se evapora sin cambio de composición. Cuando estos dos componentes se mezclan, la reacción es exotérmica, ya que se forman fuerzas intermoleculares de atracción iónico-dipolo entre los iones resultantes ({\displaystyle {\ce {H3O+}}} y {\displaystyle {\ce {Cl-}}}) y las moléculas de agua polares, de modo que el {\displaystyle \Delta H_{\rm {mezcla}}} es negativa.

### Desviación positiva
Cuando las fuerzas cohesivas entre moléculas similares son mayores que las fuerzas adhesivas entre moléculas diferentes, las diferencias de polaridad hacen que ambos componentes escapen de la solución más fácilmente. Por lo tanto, la presión de vapor es mayor que la esperada por la ley de Raoult, mostrando una desviación positiva.  Si la desviación es grande, entonces la curva de presión de vapor muestra un máximo en una composición particular y forma un azeótropo positivo. Algunas mezclas en las que esto sucede son:  
1. Benceno y metanol
2. Disulfuro de carbono y acetona
3. Cloroformo y etanol

Cuando estos pares de componentes se mezclan, el proceso es una reacción endotérmica, ya que se forman fuerzas intermoleculares más débiles, de modo que ΔHmezcla es positiva. 

## Soluciones de electrolitos
La expresión de la ley para este caso incluye el factor de van 't Hoff, que también se conoce como factor de corrección para soluciones 